# Javier Abadia Pérez
Javier Abadia Pérez, també conegut com el "Tato" Abadia, (Figueres, 17 de març de 1959 - Llançà, 3 de maig de 1999) va ser un jugador de bàsquet català. Amb 1.94 d'alçada, el seu lloc natural a la pista era el de base.
Es va formar a les categories inferiors del Club Joventut Badalona, amb qui va debutar a la lliga espanyola a la temporada 1977-78. Durant la seva estada al club badaloní va guanyar una lliga espanyola (77-78) i una Copa Korac (80-81). Després també va jugar al Breogán Lugo (1984-1985), al Claret Las Palmas (1985-1986) i al Cacaolat Granollers (1986-1987). Va morir en accident de moto als 40 anys.